# Oglinda
Pour plus de détails, voir Fiche technique et Distribution.
Oglinda (Le Miroir) ou Începutul adevărului (Le Début de la vérité) est un film historique roumain réalisé par Sergiu Nicolaescu, sorti en 1993. 
Il présente de manière très controversée l'histoire de la Roumanie pendant la Seconde Guerre mondiale en focalisant sur le dictateur Ion Antonescu et le coup d'État du roi Michel Ier.

## Fiche technique
- Titre original :  Începutul adevărului
- Réalisation : Sergiu Nicolaescu
- Scénario : Ioan Grigorescu, Sergiu Nicolaescu
- Photographie : Sorin Chivulescu,  Nicolae Girardi
- Montage : Nita Chivulescu
- Musique :
- Décors : Radu Corciova, Ileana Mirea, Mircea Râbinschi
- Costumes :
- Production :
- Pays d'origine :  Roumanie
- Langue :
- Format :
- Genre : Film dramatique, Film historique
- Durée : 160 minutes (2 h 40)
- Dates de sortie :